# Olympia 1985
 (mai 2021).

Olympia 1985 est le nom des concerts données par Jeanne Mas à l'Olympia, la célèbre salle parisienne en octobre de cette même année.

## Historique
Un an et demi à peine après ses débuts, Jeanne Mas se produit quatre soirs sur la scène de l'Olympia, les 17,18,19 et 20 octobre 1985.
Les affiches qui annoncent son passage à L'Olympia ont pour slogan « J'ai un trac d'enfer ».
Jeanne Mas y interprète l'intégralité de son premier album, ainsi que quelques titres encore inédits à l'époque mais qui figureront sur son second, Femmes d'aujourd'hui, ainsi que l'inédit Ancora.
Le concert du 18 octobre est retransmis dans une centaine de cinémas de province par liaison satellite.

## Titres Interprétés
- Lisa
- Lin Shin Shao (La Geisha)•
- Loin d'ici
- S'envoler jusqu'au bout•
- Flash
- Ideali•
- Oh mama
- Viens ••
- Pas de chanson
- Suspens
- Parle et ça passe
- En rouge et noir•
- Cœur en stéréo
- Toute première fois
- Johnny Johnny
- Ancora •••

- •Titres qui figureront ensuite sur l'album Femmes d'aujourd'hui
- •• Face B de Toute première fois
- ••• Titre resté inédit jusqu'en 2008

## Musiciens
- Batterie : Joe Hammer
- Basse : Guy Delacroix
- Synthétiseurs : Philippe Perathonere
- Claviers : Romano Musumarra